# Reinier de Graaf
Reinier de Graaf of Reijnerus de Graeff (Schoonhoven, gedoopt 30 juli 1641 - Delft, 17 augustus 1673) was een Nederlands arts en anatoom. Hij was een van de pioniers van de wetenschap van de voortplantingsgeneeskunde, en is de ontdekker van de later naar hem genoemde 'graaffollikels'.

## Zijn leven
Reinier was de zoon van Cornelis Maertensz de Graaf, timmerman te Schoonhoven en Catharina Reyniers van Breenen. De Graaf studeerde Medicijnen in Utrecht en Leiden. Hij vertrok daarna naar Angers in Frankrijk waar hij in 1665 promoveerde tot doctor in de medicijnen op een anatomisch onderzoek naar de alvleesklier. In 1666 kwam hij weer terug naar Nederland, waar hij zich als arts vestigde in Delft. Al spoedig ging hij ook werken voor de Leidse hoogleraar Franciscus de le Boë Sylvius, die een aantal onderzoekers, zoals Niels Stensen en Jan Swammerdam om zich heen had verzameld om te proberen de functies van het menselijk lichaam te doorgronden. Zijn gelijknamige zoon Reinier de Graaf jr. werd beschuldigd van vervalsing van de Rijmkroniek van Klaas Kolijn.

## Zijn werk
Reinier de Graaf was vooral deskundig op het gebied van de anatomie en de fysiologie. Hij verrichtte met nieuwe, experimentele methoden onderzoek naar de vrouwelijke geslachtsorganen en de voortplanting bij dieren. Zijn opzienbarende ontdekkingen en vondsten op dat gebied staan aan de basis van onze huidige kennis van de voortplantingsgeneeskunde en endocrinologie.
De Graaf was de eerste die de vorm en functie van de ovariële follikel beschreef en hij realiseerde zich dat deze de eicel bevatte. Hij noemde de blaasjes om de eicel zelf 'kleine bollekens', maar later zouden ze officieel naar hem worden vernoemd als 'de Graafse follikels'. Hij heeft de eicel zelf overigens nooit gezien, maar de aanwezigheid daarvan kunnen deduceren uit de nauwkeurige observatie van een buitenbaarmoederlijke zwangerschap. De Graaf heeft ook vele andere aspecten van de vrouwelijke geslachtsorganen beschreven zoals de functie van de eileider, de weg die de eicel aflegt van de eierstok naar de baarmoeder, en de invloed van een verstopte eileider op de vruchtbaarheid. De Graaf beschreef bovendien als eerste de vrouwelijke ejaculatie en verwees daarbij naar een erogene zone in de vaginawand die hij zelf in verband bracht met de mannelijke prostaat; later zou deze zone door de Duitse gynaecoloog Ernst Gräfenberg als G-plek herontdekt worden.
In de tweede helft van de 17e eeuw werd door Reinier de Graaf voor het eerst het idee geopperd dat de foetus uit de versmelting van een zaad- en een eicel ontstaat. Hierop ontspon zich een hevige discussie tussen de 'ovisten' en de 'spermatisten' rond de vraag welke geslachtscel de erfelijke factoren inbracht. De zaadcellen werden overigens pas na zijn dood ontdekt door zijn stadsgenoot en vriend Antoni van Leeuwenhoek, die De Graaf enkele maanden voor zijn dood introduceerde bij de Royal Society in Londen.
Zijn katholieke geloof stond een universitaire carrière in de weg in het grotendeels protestantse Nederland. Ondanks de internationale erkenning die hij als gevolg van zijn publicaties kreeg, werd hij na de dood van de Leidse hoogleraar Sylvius in 1672 vanwege zijn katholieke achtergrond afgewezen als zijn opvolger.

## Zijn dood
Op 13 juni 1672 trouwde Reinier de Graaf als jongeman van Schoonhoven, wonend in Delft voor de schepenen van Gouda met de daar wonende Maria van Dyck, twee weken na hun ondertrouw op 28 mei 1672. Eind 1672 raakte hij met zijn vroegere vriend Jan Swammerdam verwikkeld in een langslepende prioriteitsstrijd over bepaalde details van de vrouwelijke geslachtsorganen. Swammerdam beschuldigde De Graaf van plagiaat en deze laatste was daar behoorlijk door van slag. Tot overmaat van ramp overleed in april 1673  zijn zoon Fredericus, twee weken na de geboorte. Die combinatie van gebeurtenissen heeft hem waarschijnlijk de zin ontnomen om nog verder te leven.
Twee dagen nadat Van Leeuwenhoek op aanraden van De Graaf zijn eerste brief naar de Royal Society had geschreven, overleed Reinier de Graaf op 32-jarige leeftijd. Op het moment van zijn dood was zijn vrouw opnieuw zwanger van hem, maar waarschijnlijk heeft hij dat niet geweten. De oorzaak van zijn dood is officieel niet bekend, maar zijn overlijden werd door tijdgenoten toegeschreven aan de 'cholerische' omstandigheden waarin hij terecht was gekomen. Tegenwoordig wordt echter aangenomen dat hij zichzelf van het leven heeft beroofd, iets wat in die tijd helemaal niet bespreekbaar was. Hij werd begraven in de Oude Kerk te Delft.

## Publicaties
Publicaties door Reinier de Graaf:
- Alle de wercken, so in de ontleed-kunde, als andere deelen der medicyne, beschreven door de Hr Regnerus de Graaf (1686) Amsterdam, Abraham Abrahamse
- De mulierum organis in generationi inservientibus tractatus novus (1672) in 1965 als facsimile-uitgave verschenen, Nieuwkoop, De Graaf
- De Succi Pancreatici Natura et Usu Exercitatio anatomica Medica (1664)

## Trivia
- De ziekenhuizen in de regio Delft werken samen onder de naam 'Reinier de Graaf Groep'. In Delft zelf staat het algemeen ziekenhuis Reinier de Graaf Gasthuis.
- Een bronzen beeld van de geneesheer gemaakt door Rob van der Veen bevindt zich sinds 1991 in het ziekenhuis te Delft. Een tweede exemplaar ervan staat opgesteld in de Reinier de Graafstraat in Schoonhoven.